# Boistrudan
Boistrudan (en bretó  Koetruzan, en gal·ló Boéz-Trudan) és un municipi francès, situat a la regió de Bretanya, al departament d'Ille i Vilaine. L'any 2006 tenia 644 habitants. Limita amb el nord-oest amb Piré-sur-Seiche, al nord-est amb Moulins, al sud-oest amb Essé i al sud-est amb Marcillé-Robert.

## Demografia
| 1962                                       | 1968 | 1975 | 1982 | 1990 | 1999 |
| ------------------------------------------ | ---- | ---- | ---- | ---- | ---- |
| 546                                        | 576  | 505  | 475  | 501  | 494  |
| Des de 1962: població sense dobles comptes |      |      |      |      |      |

## Administració
| Període | Identitat        | Partit |
| ------- | ---------------- | ------ |
| 2001-   | Constant Saffray |        |